# Christ I
«Christ I» (‘Cristo I’), también conocido como «Christ A» o «(The) Advent Lyrics» (‘los versos de Adviento’), es una colección de doce poemas anónimos en inglés antiguo sobre el advenimiento de Jesucristo, preservados en el Libro de Exeter. Claes Schaar establece que podrían haber sido escritos entre finales del siglo VIII y principios del IX.
El poema se incluye en una tríada de poemas religiosos en inglés antiguo conocida colectivamente como Christ, que comprende un total de 1664 versos y trata del Adviento y la Ascensión de Cristo y el Juicio Final. Originalmente se pensó que era una única pieza compuesta por el mismo autor, pero hoy se divide de manera cierta en tres partes, la primera (ésta) y la última («Christ III») anónimas y la central («Christ II») compuesta por Cynewulf.
«Christ I» ocupa los folios 8 al 14 del Libro de Exeter. El Libro de Exeter es una colección de poesía en anglosajón compuesta de 123 folios, que contiene los elementos del denominado «Grupo de Cynewulf», del que Christ forma parte, y otros poemas religiosos, alegóricos y místicos.